# Musashi Miyamoto (Vagabond)
Musashi Miyamoto (Japonês: 宮本 武蔵, Hepburn: Miyamoto Musashi), nascido Shinmen Takezo (新免武蔵様, Shinmen Takezō Sama) é o protagonista da série de mangá Vagabond de Takehiko Inoue. Buscando força desde muito jovem, Takezo se envolve em diversas batalhas independente do perigo. Depois de conhecer o monge Takuan, Takezo passa a se chamar Musashi Miyamoto e começa uma nova vida para se tornar invencível. Agora adulto, Musashi enfrenta novos inimigos e obtém fama ao vagar pelo Japão. Embora o mangá nunca tenha chegado ao fim, Inoue escreveu páginas na forma de uma exposição que retrata os últimos dias de um Musashi mais velho.
Baseado na figura histórica de mesmo nome, Inoue ficou motivado a escrever Musashi após o final da série de mangá de basquete Slam Dunk, pois o artista queria se desafiar com um estilo diferente de personagem principal. A opinião de Inoue sobre Musashi Miyamoto obteve boa resposta da mídia por seu crescimento de um jovem obcecado por força para um guerreiro sábio que realiza diversas atividades e questiona seus objetivos originais.

## Papel emVagabond
Após a Batalha de Sekigahara, Takezō Shinmen e Matahachi Hon'iden juram se tornar "Invencível sob os céus" (天下無双, Tenka Musō). Takezou decide se tornar um vagabundo e vagar pelo mundo desafiando adversários fortes. Durante um mal-entendido com a mãe de Matahachi, Takezō luta contra seus perseguidores que o culpam pelo desejo de Matahachi de evitar o retorno à sua aldeia. Porém, Takezo é capturado pelo monge Takuan Sōhō e seu amigo de infância Otsu, o que o faz reconsiderar seu propósito na vida. Takuan o liberta e, para fazê-lo recomeçar sua vida, o renomeia como Musashi Miyamoto. Após um timeskip de 4 anos, Musashi chega a Kyōto, onde luta contra as espadas Yoshioka . Musashi derruba vários alunos, mas a área pega fogo, fazendo com que a luta seja adiada. Musashi é resgatado por Matahachi e tratado por Takuan.
Ele decide continuar seu treinamento com um menino, Jōtarō, querendo que ele o ensine o caminho da espada. Na chegada de Musashi e Jōtarō às lanças Hōzōin, a primeira luta de Musashi contra os Hōzōin, suas consequências, a segunda luta de Musashi contra Hōzōin Inshun . A superioridade de Inshun faz com que Musashi escape movido pelo medo, mas treina para uma revanche onde domina brevemente seu rival. Como consequência, Musashi e Jōtarō chegam às espadas Yagyū, os eventos enquanto deliberam como entrar na sede Yagyū, o encontro de Musashi com os 4 idosos, sua luta solo contra os homens Yagyū e seu encontro com Sekishūsai Yagyū .
Enquanto se preparava para a revanche com Yoshioka, Musashi conhece o samurai deficiente Kojirō Sasaki . Ambos brincam com um boneco de neve simulando uma breve luta de espadas no processo, formando uma amizade no processo. Musashi então conhece Matahachi, que expressa ciúme das conquistas de Musashi e do aparente relacionamento com Otsu. Isso irrita Musashi e deixa seu velho amigo enquanto lhe dá um soco. Musashi então luta sozinho contra os 70 Yoshioka. Embora ele mate todos eles, um dos que estão morrendo o deixa com um ferimento grave. Após a batalha solo de Musashi, ele retorna à peregrinação, apesar de ter sido oferecido o cargo de mentor sob a orientação de Takuan, que lhe oferece a chance de se casar com Otsu no processo. À medida que ele se recupera, a nova peregrinação de Musashi o leva a questionar suas próprias idéias de ser invencível ao ser derrotado por outro guerreiro errante. Mais tarde ele conhece o órfão Iori, a quem decide criar enquanto lida com uma aldeia com campos pobres. A jornada de Musashi, Iori e Toyozaemon para a propriedade de aposentados de Yūsai Hosokawa .
Depois que o mangá entrou em um hiato, Inoue escreveu Vagabond: The LAST Manga Exhibition, que retrata os últimos dias de Musashi enquanto ele reflete sobre as conquistas de sua vida e as pessoas que conheceu.

## Criação

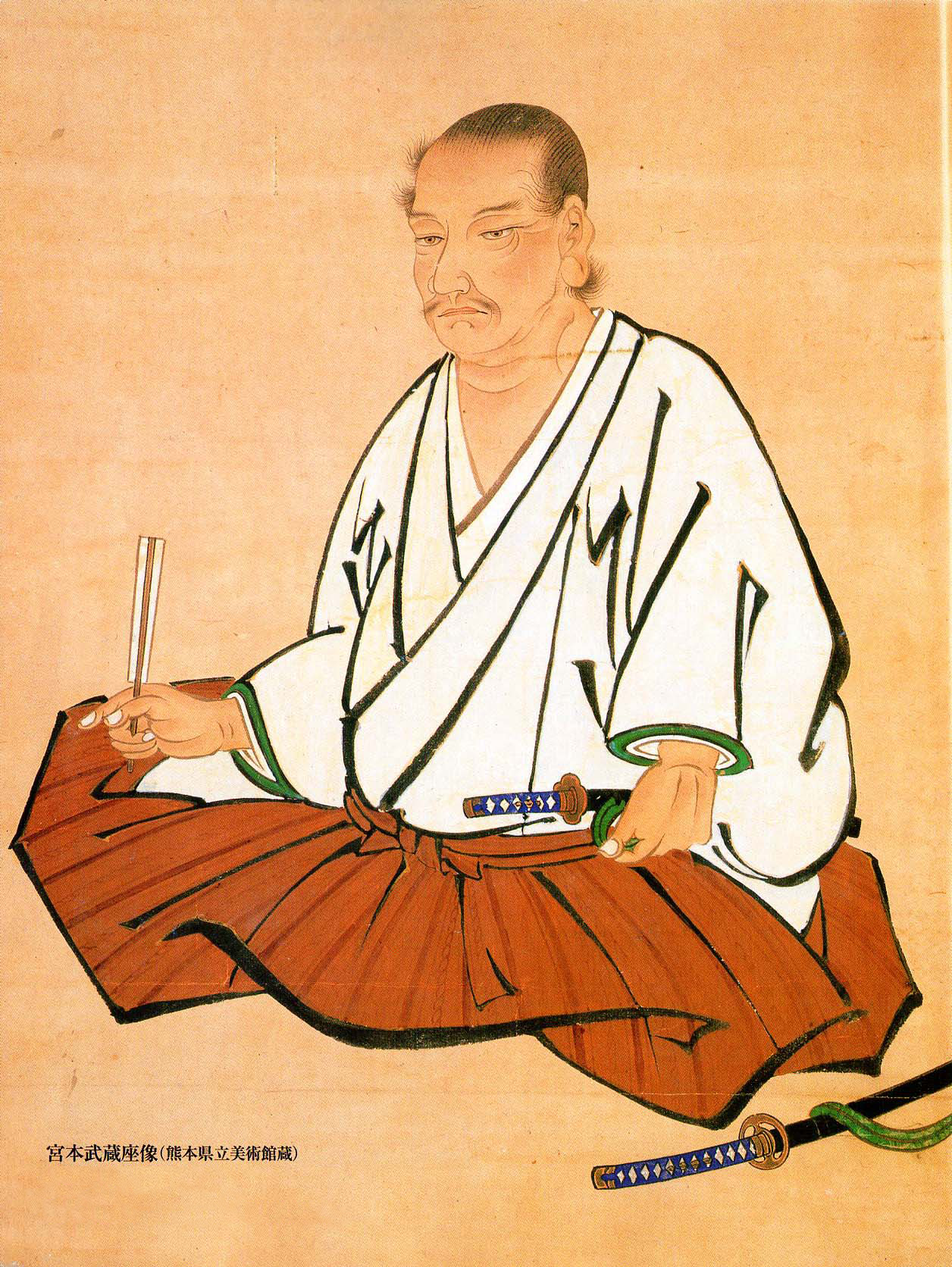
Retrato contemporâneo de Miyamoto Musashi (período Edo)

Inoue começou Vagabond tendo se perguntado como seria o personagem quando leu Musashi . Tendo saído do desenho de um mangá esportivo, ele queria criar uma série sobre conceitos mais básicos, como “vida e morte, a condição humana, etc.” Em vez de retratar a vida posterior de Musashi em seu "estado de iluminação", sobre o qual se escreveu com frequência, o autor optou por retratar o menos conhecido "jovem que atinge aquele ponto de iluminação quando vem de um lugar em que é tão parecido com um animal". Como não se sabe muito sobre o verdadeiro Musashi, Inoue quis dar uma opinião que considera mais moderna do que outras obras relacionadas.
O autor esclarece que existem outras atividades além da luta que são importantes para o protagonista. Se Inoue fizesse Miyamoto acompanhar constantemente as lutas, o personagem principal morreria. Em vez de contar uma história, Inoue quer mostrar a vida de Miyamoto que ele considera poesia. Quando Musashi fica cara a cara com Sekishusai, Inoue tenta fazer com que a obra de arte atraia os leitores. Em contraste com a crença popular, Musashi de Inoue não segue o bushido, mas sim um caminho mais único, com um caminho de crescimento que ele considera realista. Além disso, ele não considera Musashi um samurai, mas sim um ronin. Outras mudanças que Inoue fez ao escrever o mangá foi fazer com que os personagens coadjuvantes tivessem personalidades diferentes da novel. Inoue também expressou dificuldades ao desenhar cenas onde os personagens estão feridos, principalmente quando Musashi luta contra setenta Yoshiokas, o que exigiu muita energia para ser feito corretamente. Essa cena também foi uma ideia nova que ele teve ao escrever o mangá, pois sentiu que Musashi exigia um desafio maior do que no romance.

## Recepção
Los Angeles Times considerou Vagabond uma "obra-prima de samurai" pelo contraste que faz com o romance ao aprofundar a caracterização de Musashi e a abordagem alternativa do rival Kojiro. Outro aspecto elogiado pelo Los Angeles Times foi como o protagonista faz filosofia sobre a força e seu objetivo como o arco do Yoshioka onde o personagem principal mata 70 homens termina com ele mantendo um grave ferimento no pé que o enfraquece e o faz questionar o que está sendo invencível. Os críticos elogiaram o manejo de Musashi. MangaLife achou Musashi atraente por sua busca por força. Eles acham a jornada inicial de Musashi impressionante devido à ênfase na violência sobre seu desenvolvimento mental e suas conexões com Matahachi. O eventual lançamento do sexto volume recebeu mais elogios da Manga Life por desenvolver ainda mais o bushido de Musashi, sua aceitação de seu ponto fraco e como Matahachi também continuou aparecendo apesar dos dois ainda não se conhecerem. O Fandom Post estava preocupado se Musashi ainda é capaz de ser um verdadeiro guerreiro ao interagir com o monge Takuan.
Na análise da série, Hunor Andrássy, da Universidade de Gotemburgo, disse que Musashi e o restante do elenco da série representam uma dinâmica entre diferentes tipos de literatura, pois retrata o caminho físico e metafísico que Miyamoto Musashi trilha durante sua vida para se tornar um dos espadachins mais renomados. O arco Hozoin ajuda no crescimento de Musashi, mas mais focado em seu aspecto psicológico, enquanto o arco Yagyu o torna humilde o suficiente para jurar melhorar suas habilidades.  es comparou Musashi e outros personagens do mangá com o elenco do mangá Rurouni Kenshin, já que ambos apresentam figuras históricas que devem viver de acordo com os anos anteriores. Apesar da notável força e busca de Musashi, Gustavo Pita Céspedes observou que o verdadeiro motivo da jornada de Musashi é a vingança contra seu pai, Shinmen Munisai, cujas palavras o assombram constantemente. Observou-se que seus constantes encontros com Takuan tiveram um grande impacto no caráter do monge que começaria sua vida novamente. O escritor também observou que Musashi não parece ter senso de honra no início da série, já que às vezes usa táticas sujas para enganar seus inimigos, como jogar areia, sendo mais um homem cujos objetivos justificam os meios, em vez de empregar o bushido. De acordo com a Crunchyroll, Hanamichi Sakuragi e Musashi ' Slam Dunk são protagonistas semelhantes, sendo prodígios jovens e egoístas, mas "o Musashi de Inoue é uma força da natureza". Ele passou a considerar a visão de Inoue sobre Musashi única quando comparada com aquelas frequentemente retratadas na ficção. A Comic Book Resources elogiou a forma como Musashi aborda o Bushido, o Código do Samurai, o que o torna honrado. O arco de história onde Musashi tenta cuidar dos aldeões enquanto mantém o manejo do Bushido, mas sem depender de ação e usando outros tipos de força, foi elogiado por manter o ritmo. O Japan Times considerou o crescimento de Musashi de guerreiro implacável a guerreiro monge sábio como bem executado ao longo da narrativa. O artista de mangá Eiichiro Oda disse que gostou da batalha de Musashi contra seus 70 inimigos com base em como Inoue escreveu e passou a considerar Musashi como um personagem semelhante ao próprio Inoue.
Em 2000, durante uma premiação, um parabenizou a escrita de Inoue: "De Toyotomi a Tokugawa . Musashi Miyamoto cresceu em meio à virada de duas grandes eras. O Sr. Inoue pegou o poderoso Musashi, que às vezes era chamado de 'besta', e o desenhou como um vagabundo. O artista se gaba de desafiar com ousadia a obra literária nacional de Eiji Yoshikawa, mesmo assim a sensação de velocidade que ele cria é impressionante. Envio meus aplausos ao artista por criar uma nova imagem de Musashi". Em 2011, Inoue desenhou um mural de 18,2 metros (cerca de 59,7 pés) de altura e 10,3 metros (33,8 pés) de largura em Tóquio. A fabricante de alimentos Nissin usou três câmeras de vídeo para registrar cada pincelada da pintura de Inoue e editou a filmagem em um comercial de televisão, encorajando o Japão um mês após o desastre do terremoto no Grande Leste do Japão . O mural permaneceu na torre da loja de moda Laforet Harajuku, em Tóquio, até 7 de maio. Posteriormente, foi exibido na loja de departamentos Marui Jam Shibuya. O merchandising oficial baseado em Musashi com arte de Inoue também foi produzido em 2012 pela Kyukyodo .